# Mitch Mitchell
John "Mitch" Mitchell, född 9 juli 1947 i Ealing i västra London, död 12 november 2008 i Portland, Oregon, var en brittisk trumslagare.
Mitchell var trummis på så gott som alla inspelningar som gjorts med Jimi Hendrix, även efter tiden med The Jimi Hendrix Experience. Han har även bland annat spelat på ett av The Pretty Things album och med The Riot Squad och Georgie Fame and the Blue Flames.
Innan Mitch Mitchell blev medlem i The Jimi Hendrix Experience fick han musikaliska erfarenheter av att spela på konserter som professionell trummis.

## Död
Mitchells sista dagar tillbringades på en hyllningsturné, 2008 Experience Hendrix Tour, för Jimi Hendrix. Turnén pågick i nästan en månad och besökte 18 städer i USA, och avslutades i Portland, Oregon. I turnén ingick också bland andra Buddy Guy, Jonny Lang, Eric Johnson och Aerosmiths Brad Whitford. Fem dagar efter att turnén avslutats hittades Mitchell död runt kl 03:00 12 november 2008, i sitt rum på Benson Hotel i Portland. Efter läkarundersökningar avslöjades det att Mitchell avlidit i sömnen av naturliga orsaker. Han var den sista originalmedlemmen av The Jimi Hendrix Experience vid liv. Mitchell hade planerat att lämna Portland samma dag för att återvända till sitt hem i England.